# Huntly Castle
Huntly Castle (auch Strathbogie) ist eine Burgruine bei Huntly in Aberdeenshire, Schottland. Es war seit jeher der Familiensitz des Clan Gordon.

## Geschichte

### Mittelalter
Im 12. Jahrhundert stand an der Stelle des heutigen Huntly Castles eine einfache Motte, die im Laufe der Jahre immer weiter ausgebaut wurde. Ursprünglich als Strathbogie bekannt, kam es im 14. Jahrhundert in den Besitz von Sir Adam Gordon of Huntly. König Robert I. von Schottland gastierte hier 1307 während der Schottischen Unabhängigkeitskriege.
Als sich der König 1449 im Krieg mit dem mächtigen Earl of Douglas befand, unterstützten ihn unter anderem die Gordons. Der Earl of Moray, Bruder des Earls of Douglas, stand mit seinen Truppen im Süden des Landes und nutzte die Abwesenheit der Familie Gordon, um deren Ländereien zu brandschatzen und die Burg niederzubrennen. Diese kamen zwar schnell zurück und zerschlugen die feindlichen Einheiten, konnten allerdings Huntly Castle nicht mehr retten.
Obwohl die Burg bis auf die Grundmauern niedergebrannt war, wurde an ihrer Stelle eine noch größere Burganlage gebaut. 1496 heiratete der englische Thronanwärter Perkin Warbeck Lady Catherine Gordon, die Tochter George Gordons, des 2. Earls of Huntly; Trauzeuge wurde König Jakob IV. von Schottland. Dieser kam im Oktober 1501 nach Huntly und zahlte Geldprämien an die Steinmetze aus, die an der Burg arbeiteten. Zwei Jahre später besuchte der König ein weiteres Mal Huntly Castle und nahm am Schützenwettbewerb teil, ebenso wie im darauf folgenden Jahr. Diese Besuche waren Teil seiner alljährlichen Pilgerfahrt zum Schrein von St. Duthac in Tain.

### 16. und 17. Jahrhundert

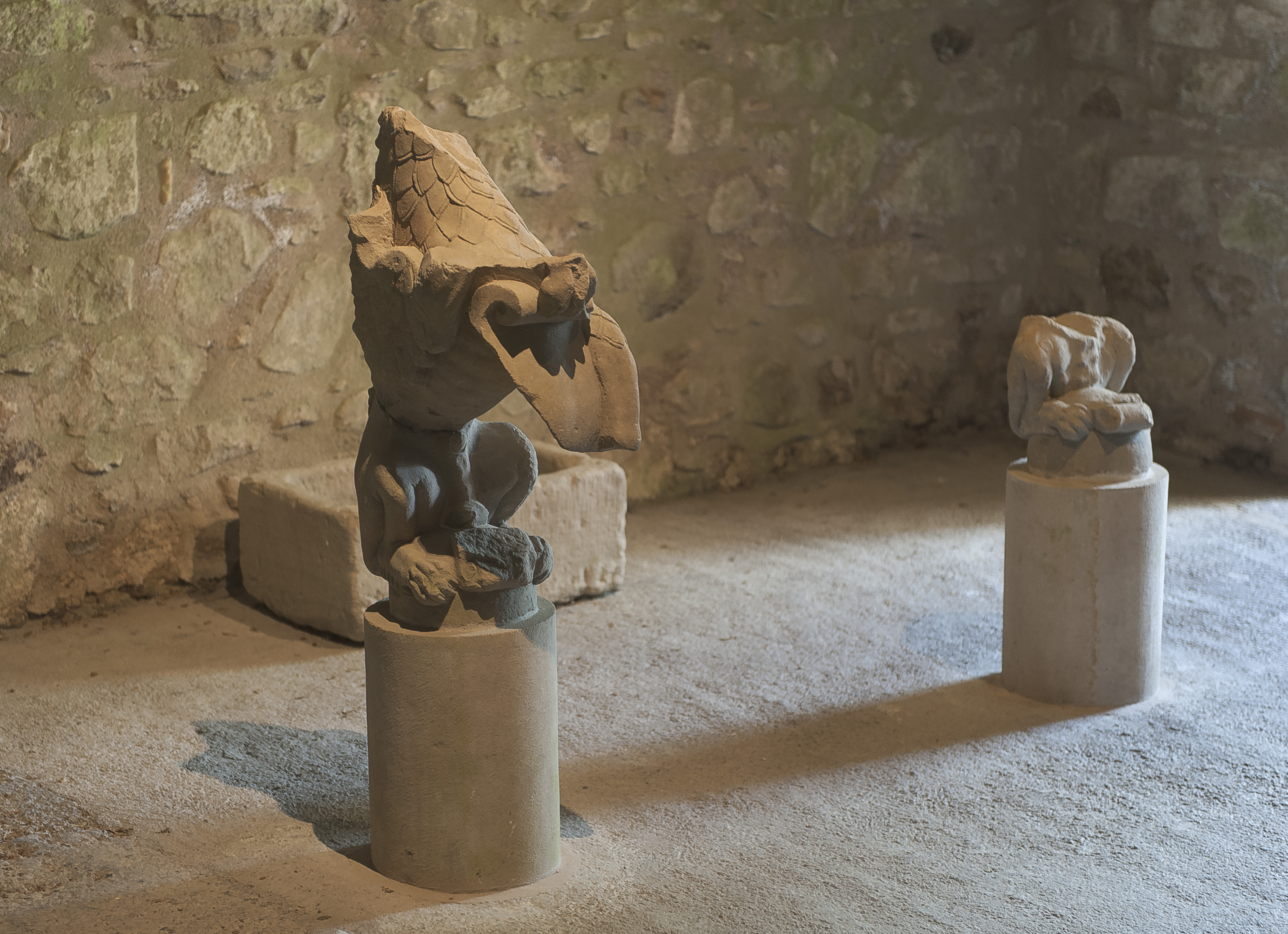
Teile des früheren Dachschmucks

Während des 16. und 17. Jahrhunderts wurden neue Flügel an die Burg angebaut. Ein Augenzeugenbericht von Richard Bannatyne über den Tod des 5. Earl of Huntly George Gordon 1576 zeigt Details über die Nutzung zu dieser Zeit. Der Earl erlitt einen Schlaganfall oder Kollaps, ausgelöst durch vergiftetes Essen, als er draußen Fußball spielte. Er wurde zu seinen Schlafgemächern in den Rundturm des Palas gebracht, die daraufhin „New Warke of Strathbogie“ genannt wurde. Nachdem der Earl gestorben war, wurde sein Körper in der „Chamber of Dais“ ausgestellt und seine Wertgegenstände sicher in seiner Schlafkammer aufbewahrt. Nachdem der Steward des Earls die Burg verlassen hatte, geschahen mehrere vermeintlich übernatürliche Ereignisse, beginnend mit dem plötzlichen Zusammenbruch eines Dieners im „Laich Chalmer“. Den folgenden Tag ging ein Diener auf die Galerie des „New Warke“, wo wertvolle Gewürze gelagert wurden. Dieser Diener und zwei Begleiter brachen ebenfalls zusammen und als sie wieder zu sich kamen, äußerten sie sich über Kältebeschwerden. Nach der Einbalsamierung und Beisetzung des Earls in der Kapelle hörte sein Bruder, auf einer Bank in der großen Halle sitzend, unerklärliche Geräusche aus der „Chamber of Dais“. Es wurde gesagt, dass „kein lebendes Wesen größer als eine Maus, durch die verschlossene Tür in diesen Raum gelangen konnte.“ (It was said that „there is not a live thing bigger than a mouse may enter in that chamber with the door locked.“)
Während der Anfangszeit des Englischen Bürgerkriegs wurde die Burg von der Schottischen Covenanter Armee unter General Robert Monro eingenommen. Im Jahr 1644 eroberte James Graham, 1. Marquess of Montrose, Huntly Castle, konnte die Burg allerdings nur kurz gegen Archibald Campbell, den 1. Marquess of Argyll, halten. 1647 wurde sie zwar tapfer von Lord Charles Gordon gegen General David Leslie verteidigt, aber seine 'Irische' Garnison wurde ausgehungert und musste kapitulieren, die Soldaten wurden gehängt, ihre Offiziere geköpft. Im Dezember desselben Jahres wurde der Earl of Huntly gefangen genommen, aber nicht in Edinburgh hingerichtet, sondern in seinem eigenen Anwesen festgehalten. Während der Earl mit der Demütigung leben musste, nicht Herr im eigenen Lande zu sein, wurde sein Gefolge an den Burgmauern erschossen. 1650 wurde König Karl II. von England besiegt und ins Exil gezwungen. Der Bürgerkrieg brachte das Ende der langen Herrschaft der Gordons über Huntly Castle.

### 18. Jahrhundert bis heute
Im frühen 18. Jahrhundert verfiel die Burg bereits, die Menschen im Dorf benutzten ihre Materialien zum Bau ihrer Häuser. Während des Zweiten Jakobitenaufstandes 1746 wurde sie von britischen Regierungstruppen besetzt. Als Steinbruch genutzt, wurde Huntly Castle erst von einer Nostalgiebewegung im 19. Jahrhundert gerettet.
Seit 1923 gehört Huntly Castle wieder dem Clan Gordon, wobei es heute von Historic Scotland gepflegt und verwaltet wird.
1987 wurde ein internationales Strongman-Turnier auf dem Grund von Huntly Castle ausgetragen, der Gewinner war Jón Páll Sigmarsson aus Island.

## Aufbau und Struktur
Die typische L-förmige Burg besteht aus einem gut erhaltenen, fünf Stockwerke hohen Turm mit einer angrenzenden „Großen Halle“ und anderen Gebäuden. Teile der kunstvoll verzierten Fassade und das innere Mauerwerk sind ebenfalls erhalten. Nur ein Erdhügel lässt heute noch erahnen, dass sich an der Stelle Huntly Castles im 12. Jahrhundert eine Motte befand.